# Hemigrammus mahnerti
Hemigrammus mahnerti är en fiskart som beskrevs av Uj och Géry, 1989. Hemigrammus mahnerti ingår i släktet Hemigrammus och familjen Characidae. Inga underarter finns listade i Catalogue of Life.